# Ratajczyce (gmina)
Ratajczyce – dawna gmina wiejska istniejąca do 1939 roku w woj. poleskim (obecnie na Białorusi). Siedzibą gminy były Ratajczyce (261 mieszk. w 1921 roku).
W okresie międzywojennym gmina Ratajczyce należała do powiatu brzeskiego w woj. poleskim. 18 kwietnia 1928 roku do gminy przyłączono część zniesionej gminy Wojska. 1 kwietnia 1932 roku z gminy Ratajczyce wyłączono wsie Rusiły i Gierszony oraz wieś, kolonię i osadę wojskową Lisowczyce, włączając je do gminy Wierzchowice w tymże powiecie i województwie.
Po wojnie obszar gminy Ratajczyce wszedł w struktury administracyjne Związku Radzieckiego.